# غريغوري لونا
غريغوري لونا (بالإنجليزية: Gregory Luna)‏ هو محامي وسياسي أمريكي، ولد في 17 نوفمبر 1932، وتوفي في 6 نوفمبر 1999. انتخب عضو مجلس نواب تكساس وانتخب عضو مجلس ولاية تكساس.